# ۱۱۲ (عدد)
۱۱۲(صد و دو) یک عدد طبیعی زوج مرکب است که بعد از ۱۱۱ و قبل از ۱۱۳ قرار دارد.